# Ramona, South Dakota
Ramona är en ort i Lake County i delstaten South Dakota, USA.